# Bouelles
Bouelles est une commune française située dans le département de la Seine-Maritime en région Normandie.

## Géographie
|                    | Sainte-Beuve-en-Rivière | Mortemer     |
| Neuville-Ferrières | Bouelles                |              |
|                    | Saint-Saire             | Nesle-Hodeng |

### Hydrographie
La commune est située dans le bassin Seine-Normandie. Elle est drainée par l'Arques, le fossé 01 de la Commune de Bouelles et le fossé 02 de la Commune de Bouelles,,.
L'Arques, d'une longueur de 67 km, prend sa source dans la commune de Gaillefontaine, à une altitude de 204 m (le cours d'eau porte alors le nom de rivière de la Béthune) et se jette  dans la Manche à Dieppe, après avoir traversé 24 communes. 

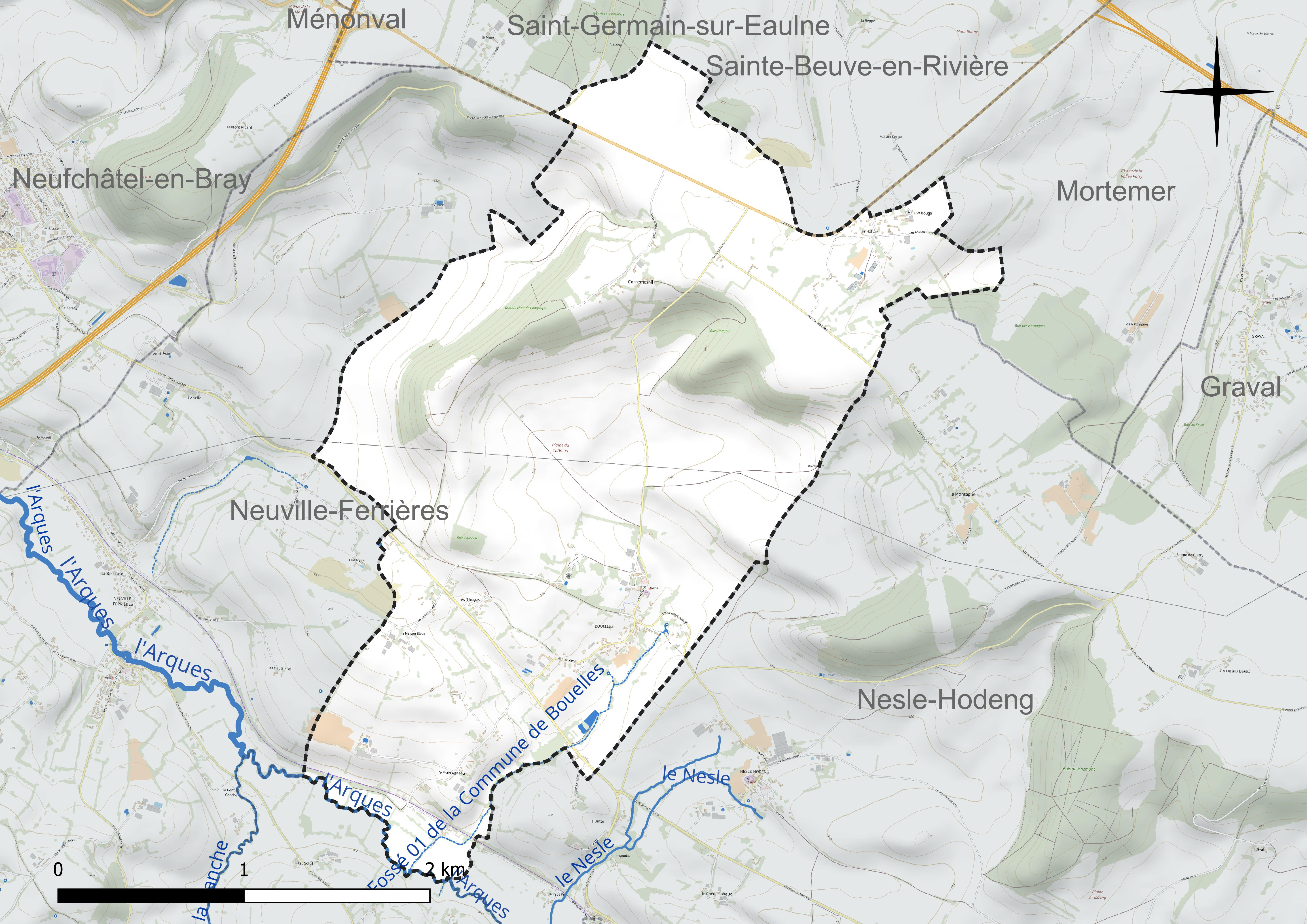
Réseau hydrographique de Bouelles.

### Climat
Pour des articles plus généraux, voir Climat de la Normandie et Climat de la Seine-Maritime.
En 2010, le climat de la commune est de type climat océanique altéré, selon une étude du CNRS s'appuyant sur une série de données couvrant la période 1971-2000. En 2020, Météo-France publie une typologie des climats de la France métropolitaine dans laquelle la commune est exposée à un climat océanique et est dans la région climatique Côtes de la Manche orientale, caractérisée par un faible ensoleillement (1 550 h/an) ; forte humidité de l’air (plus de 20 h/jour avec humidité relative > 80 % en hiver), vents forts fréquents. Parallèlement le GIEC normand, un groupe régional d’experts sur le climat, différencie quant à lui, dans une étude de 2020, trois grands types de climats pour la région Normandie, nuancés à une échelle plus fine par les facteurs géographiques locaux. La commune est, selon ce zonage, exposée à un « climat contrasté des collines », correspondant au Pays de Bray, bien arrosé et frais.
Pour la période 1971-2000, la température annuelle moyenne est de 10,3 °C, avec une amplitude thermique annuelle de 14,1 °C. Le cumul annuel moyen de précipitations est de 852 mm, avec 13,1 jours de précipitations en janvier et 8,4 jours en juillet. Pour la période 1991-2020, la température moyenne annuelle observée sur la station météorologique installée sur la commune est de 10,7 °C et le cumul annuel moyen de précipitations est de 838,4 mm,. Pour l'avenir, les paramètres climatiques de la commune estimés pour 2050 selon différents scénarios d’émission de gaz à effet de serre sont consultables sur un site dédié publié par Météo-France en novembre 2022.
| Mois                                  | jan.           | fév.           | mars          | avril         | mai           | juin          | jui.        | août          | sep.          | oct.          | nov.          | déc.          | année      |
| ------------------------------------- | -------------- | -------------- | ------------- | ------------- | ------------- | ------------- | ----------- | ------------- | ------------- | ------------- | ------------- | ------------- | ---------- |
| Température minimale moyenne (°C)     | 1,4            | 1,8            | 3,5           | 5,8           | 8,3           | 11,3          | 13,2        | 13,2          | 11,3          | 8,9           | 5,2           | 2,4           | 7,2        |
| Température moyenne (°C)              | 3,6            | 4,3            | 6,7           | 10,1          | 12,6          | 15,9          | 18          | 17,6          | 15,3          | 11,9          | 7,5           | 4,6           | 10,7       |
| Température maximale moyenne (°C)     | 5,8            | 6,8            | 9,9           | 14,4          | 16,9          | 20,6          | 22,9        | 22            | 19,3          | 14,8          | 9,9           | 6,7           | 14,2       |
| Record de froid (°C) date du record   | −11,2 18.01.13 | −11,3 12.02.12 | −6,4 13.03.13 | −3,3 06.04.21 | 1,2 03.05.21  | 4,2 01.06.06  | 8 03.07.11  | 7,3 21.08.14  | 4,2 30.09.18  | −0,3 23.10.07 | −5 29.11.10   | −7,9 31.12.16 | −11,3 2012 |
| Record de chaleur (°C) date du record | 13,8 29.01.13  | 17,6 27.02.19  | 22,6 31.03.21 | 25,6 19.04.18 | 27,1 15.05.22 | 34,6 18.06.22 | 39 25.07.19 | 35,5 09.08.20 | 32,3 09.09.23 | 27,5 01.10.11 | 19,2 07.11.15 | 15,2 30.12.22 | 39 2019    |
| Précipitations (mm)                   | 74,5           | 67,9           | 60,7          | 43,1          | 74,9          | 59,2          | 59,1        | 82,3          | 58            | 80,9          | 81,9          | 95,9          | 838,4      |

## Urbanisme

### Typologie
Au 1er janvier 2024, Bouelles est catégorisée commune rurale à habitat dispersé, selon la nouvelle grille communale de densité à sept niveaux définie par l'Insee en 2022.
Elle est située hors unité urbaine. Par ailleurs la commune fait partie de l'aire d'attraction de Neufchâtel-en-Bray, dont elle est une commune de la couronne,. Cette aire, qui regroupe 15 communes, est catégorisée dans les aires de moins de 50 000 habitants,.

### Occupation des sols
L'occupation des sols de la commune, telle qu'elle ressort de la base de données européenne d’occupation biophysique des sols Corine Land Cover (CLC), est marquée par l'importance des territoires agricoles (89,3 % en 2018), une proportion identique à celle de 1990 (89,3 %). La répartition détaillée en 2018 est la suivante : 
terres arables (46,7 %), prairies (42,5 %), forêts (7,6 %), zones urbanisées (3,1 %). L'évolution de l’occupation des sols de la commune et de ses infrastructures peut être observée sur les différentes représentations cartographiques du territoire : la carte de Cassini (XVIIIe siècle), la carte d'état-major (1820-1866) et les cartes ou photos aériennes de l'IGN pour la période actuelle (1950 à aujourd'hui).

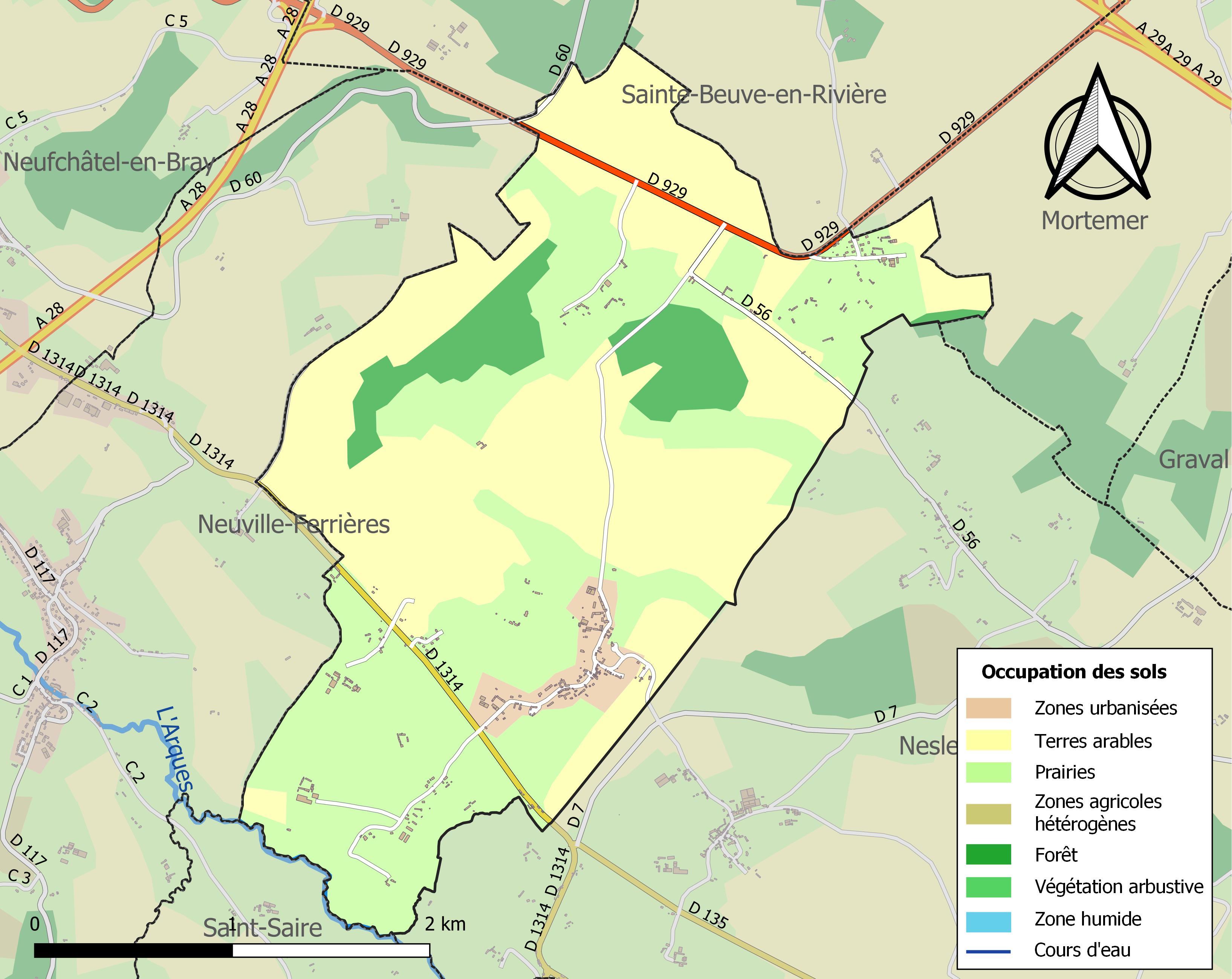
Carte des infrastructures et de l'occupation des sols de la commune en 2018 (CLC).

### Habitat et logement
En 2019, le nombre total de logements dans la commune était de 126, alors qu'il était de 124 en 2014 et de 102 en 2009.
Parmi ces logements, 87,6 % étaient des résidences principales, 6,6 % des résidences secondaires et 5,8 % des logements vacants. Ces logements étaient pour 99,2 % d'entre eux des maisons individuelles et pour 0 % des appartements.
Le tableau ci-dessous présente la typologie des logements à Bouelles en 2019 en comparaison avec celle de la Seine-Maritime et de la France entière. Une caractéristique marquante du parc de logements est ainsi une proportion de résidences secondaires et logements occasionnels (6,6 %) supérieure à celle du département (4 %) et à celle de la France entière (9,7 %). Concernant le statut d'occupation de ces logements, 84,8 % des habitants de la commune sont propriétaires de leur logement (84,1 % en 2014), contre 53 % pour la Seine-Maritime et 57,5 pour la France entière.
| Typologie                                               | Bouelles | Seine-Maritime | France entière |
| ------------------------------------------------------- | -------- | -------------- | -------------- |
| Résidences principales (en %)                           | 87,6     | 87,8           | 82,1           |
| Résidences secondaires et logements occasionnels (en %) | 6,6      | 4              | 9,7            |
| Logements vacants (en %)                                | 5,8      | 8,2            | 8,2            |

## Toponymie
Le nom de la localité est attesté sous les formes de Bouellis en 1143 ; Boeles en 1180 ; de Boellis fin du XIIe siècle (Archives départementales de la Seine-Maritime, 14 H) ; Boeules en 1350 (Ordonnance des Rois de France II, 404) ; Bouelles en 1626 (Arch. S.-M., II B 427.) ; Bouelle en 1629 ; Bouesles en 1788 ; Bouelle en 1757 (Cassini), Bouelles en 1953,.
Il s'agit d’une formation toponymique médiévale qui représente la fixation du nom commun anglo-saxon bothel (bōþl, bōthl) « maison » au féminin pluriel -s (voir les appellatifs anglo-saxons et anglo-scandinaves en -s comme Tôtes, Écalles, Boos, etc.), à moins d'y voir le vieux norrois bœli « ferme, habitation », comme pourrait le laisser penser l'absence d'attestation d’un -t- dans les formes anciennes. Cependant, François de Beaurepaire, René Lepelley et Jean Renaud excluent cette éventualité dans leurs ouvrages respectifs sur la toponymie normande et valident la première hypothèse. En effet, au XIIe siècle date de l'attestation la plus précoce connue, le -t- intervocalique s'était déjà régulièrement amuï en langue d'oïl et [la forêt de] Longboel (Seine-Maritime) contient effectivement cet élément bothel, puisqu'elle est encore mentionnée sous la forme [Consuetudines totius silvae quae] Longum Bothel [dicitur] en 1068 et il existe quelques Longboel dans les environs de Bouelles, dont les formes anciennes, au singulier, sont similaires à celles de cette dernière.
Homonymie avec Bothel (Angleterre, Cumbria) basé également sur le vieil anglais bōthl.

## Histoire
On mentionnait en 1852 que subsistait un stativa ou petit camp de forme circulaire datant de l'occupation romaine, cependant l'exhaustif Carte archéologique de la Gaule ne mentionne aucun ouvrage particulier sur le territoire de la commune.
Lambert de Bouelles a combattu en 1066 à la bataille d’Hastings, aux côtés de Guillaume le Conquérant. Pour le récompenser, il lui a donné des terres en Angleterre. On dénombre plus d'une trentaine de seigneur de Bouelles. Les premiers sont peut-être liés à la motte féodale de l'actuel hameau de Cornemesnil.
Bouelles, sous l'Ancien régime, était une paroisse de l'archidiaconé d'Eu, du doyenné, de la vicomté et de l'élection  de Neufchâtel-en-Bray.

## Politique et administration

### Rattachements administratifs et électoraux
La commune se trouve depuis 1926 dans l'arrondissement de Dieppe du département de la Seine-Maritime. Pour l'élection des députés, elle fait partie depuis 2012 de la sixième circonscription de la Seine-Maritime.
Elle fait partie depuis 1793 du canton de Neufchâtel-en-Bray. Dans le cadre du redécoupage cantonal de 2014 en France, ce canton, dont la commune est toujours membre, est modifié, passant de 23 à 70 communes.

### Intercommunalité
La commune était membre de la communauté de communes du Pays Neufchâtelois créée au 1er janvier 1998, et qui succédait au SIVOM de Neufchâtel-en-Bray, constitué en 1977.
Dans le cadre de l'approfondissement de la coopération intercommunale prévu par la Loi portant nouvelle organisation territoriale de la République (Loi NOTRe) du 7 août 2015, qui prévoit que les intercommunalités à fiscalité propre doivent avoir, sauf exception, au moins 15 000 habitants, le schéma départemental de coopération intercommunale (SDCI) adopté en octobre 2016 prescrit la fusion de la communauté de communes  la communauté de communes de Saint-Saëns-Porte de Bray et huit communes issues de la communauté de communes du Bosc d'Eawy pour former au 1er janvier 2017 la communauté Bray-Eawy, dont la commune est désormais membre.

### Politique locale
La commune, ainsi que celles de  Graval, Nesle-Hodeng, Neuville-Ferrières et Saint-Saire ont engagé en 2016 une réflexion en vue de se regrouper pour former une commune nouvelle, qui aurait pu voir le jour au 1er janvier 2019,. Bouelles, qui avait été initialement intéressée par cette démarche, a décidé de s'en retirer à l'été 2017.

### Liste des maires
| Période                                  | Période                       | Identité            | Étiquette | Qualité |
| ---------------------------------------- | ----------------------------- | ------------------- | --------- | --- |
| Les données manquantes sont à compléter. |                               |                     |           | |
| 1902                                     |                               | M. Touzard          |           | |
| 1908                                     | 1940                          | Jean Thureau-Dangin | AD        | Agriculteur, ingénieur agronome Sénateur de la Seine-Inférieure (1936 → 1942) Député de Seine-Inférieure (1929 → 1935) Conseiller général de Neufchâtel (1904 → 1940) |
| Les données manquantes sont à compléter. |                               |                     |           | |
| avant 1995                               |                               | Claude Malouitre    |           | |
| Les données manquantes sont à compléter. |                               |                     |           | |
| mars 2001                                | En cours (au 8 décembre 2022) | Gilles Cobert       |           | Réélu pour le mandat 2020-2026 |

## Population et société

### Démographie
L'évolution du nombre d'habitants est connue à travers les recensements de la population effectués dans la commune depuis 1793. Pour les communes de moins de 10 000 habitants, une enquête de recensement portant sur toute la population est réalisée tous les cinq ans, les populations de référence des années intermédiaires étant quant à elles estimées par interpolation ou extrapolation. Pour la commune, le premier recensement exhaustif entrant dans le cadre du nouveau dispositif a été réalisé en 2006.

En 2022, la commune comptait 264 habitants, en évolution de −3,65 % par rapport à 2016 (Seine-Maritime : +0,35 %, France hors Mayotte : +2,11 %).
| 1793 | 1800 | 1806 | 1821 | 1831 | 1836 | 1841 | 1846 | 1851 |
| ---- | ---- | ---- | ---- | ---- | ---- | ---- | ---- | ---- |
| 244  | 273  | 305  | 348  | 333  | 328  | 319  | 345  | 311  |

| 1856 | 1861 | 1866 | 1872 | 1876 | 1881 | 1886 | 1891 | 1896 |
| ---- | ---- | ---- | ---- | ---- | ---- | ---- | ---- | ---- |
| 307  | 312  | 332  | 298  | 303  | 282  | 283  | 276  | 245  |

| 1901 | 1906 | 1911 | 1921 | 1926 | 1931 | 1936 | 1946 | 1954 |
| ---- | ---- | ---- | ---- | ---- | ---- | ---- | ---- | ---- |
| 261  | 268  | 277  | 274  | 277  | 280  | 261  | 262  | 255  |

| 1962 | 1968 | 1975 | 1982 | 1990 | 1999 | 2006 | 2011 | 2016 |
| ---- | ---- | ---- | ---- | ---- | ---- | ---- | ---- | ---- |
| 215  | 236  | 252  | 240  | 240  | 242  | 227  | 270  | 274  |

| 2021 | 2022 | - | - | - | - | - | - | - |
| ---- | ---- | - | - | - | - | - | - | - |
| 272  | 264  | - | - | - | - | - | - | - |

### Enseignement
Les enfants de la commune sont scolarisés dans le cadre d'un regroupement pédagogique intercommunal administré par le SIVOS de la Béthune qui regroupe Saint-Saire, Nesle-Hodeng, Bouelles et Neuville-Ferrières. Pour l'année scolaire 2016-2017, le SIVOS assure l'enseignement primaire de 191 élèves de la maternelle au CM2.

## Culture locale et patrimoine

### Lieux et monuments
- Le château, transformé en bâtiment de ferme, contient un colombier[19] décoré de motifs en frises[36],[37].

- L'église Saint-Martin des XIIe et XVIe siècles, avec une  charpente sculptée lambrissée du XVIe siècle[38], contient quatre blasons polychromes des quatre familles qui furent seigneurs de Bouelles ; de Chenevelles, de Pardieu, dont un blason ; d'azur au sautoir de ??? accompagné de quatre aigles d'or. L'édifice a été remanié en 1780, comme l'atteste une pierre visible depuis la rue, sur le mur extérieur de la sacristie, adossée au chevet plat. La porte latérale, sur la façade Sud, est protégée par un auvent, dont la partie haute - sous les tuiles - est aménagée en une sorte de petit grenier dont la fonction reste à déterminer.

L'église comprend une statue de la Vierge à l'Enfant en bois taillé du XIVe siècle,, de sainte Barbe, de  sainte Catherine d'Alexandrie, de saint Nicolas du XVIe siècle
- L'ancien presbytère date de 1736.

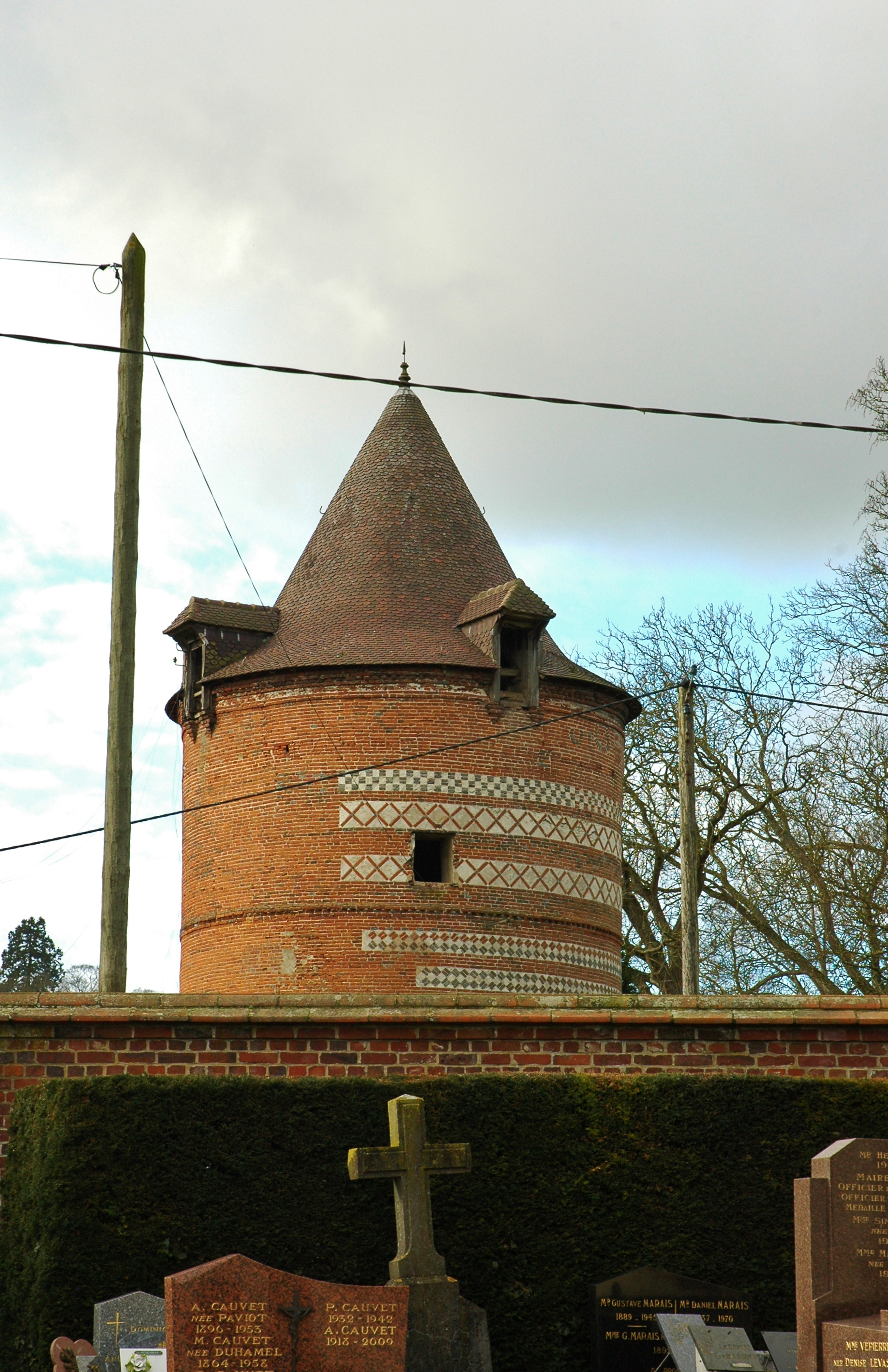
Le colombier.
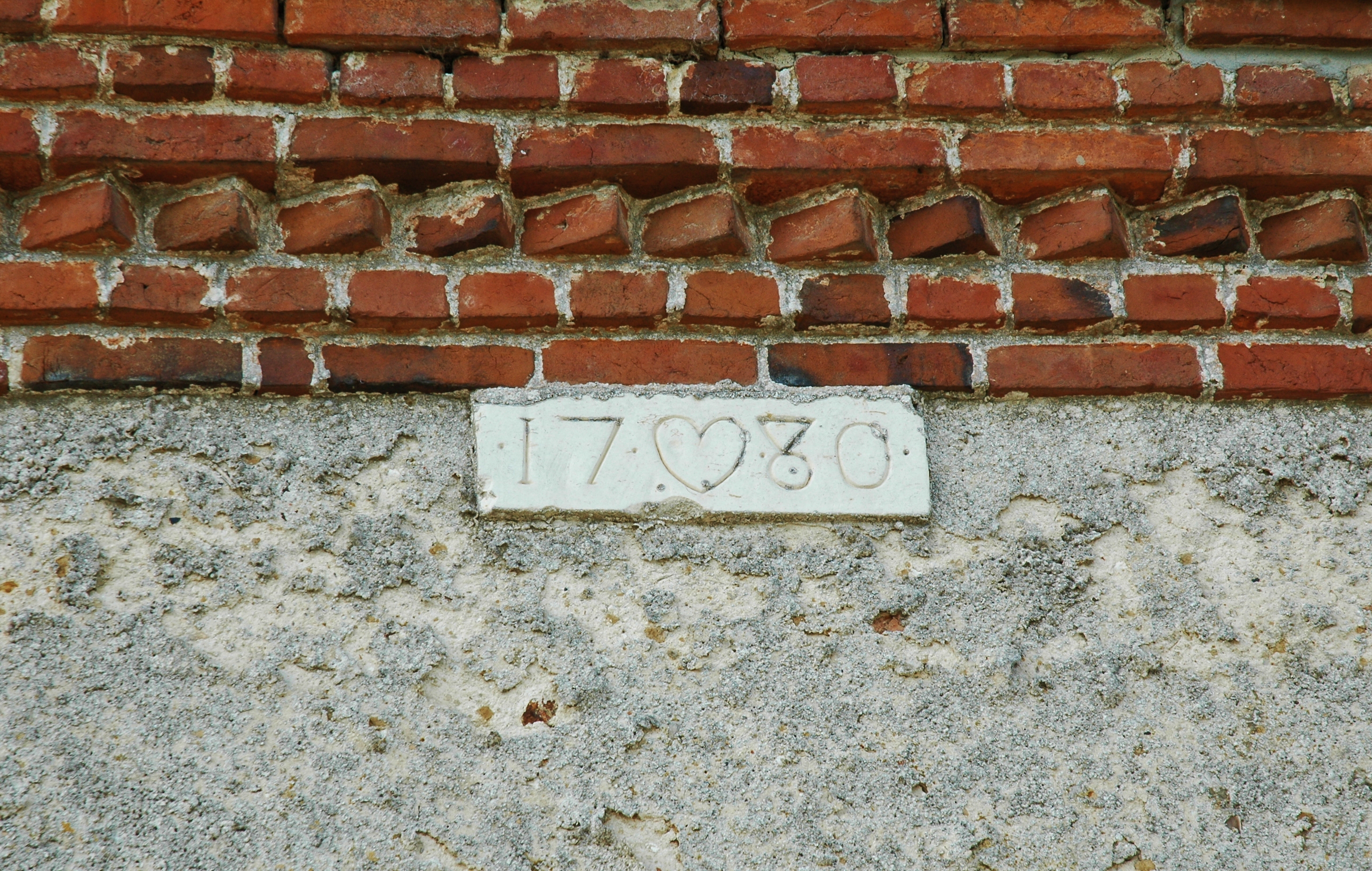
Détail du mur extérieur de la sacristie, portant la date de 1780.
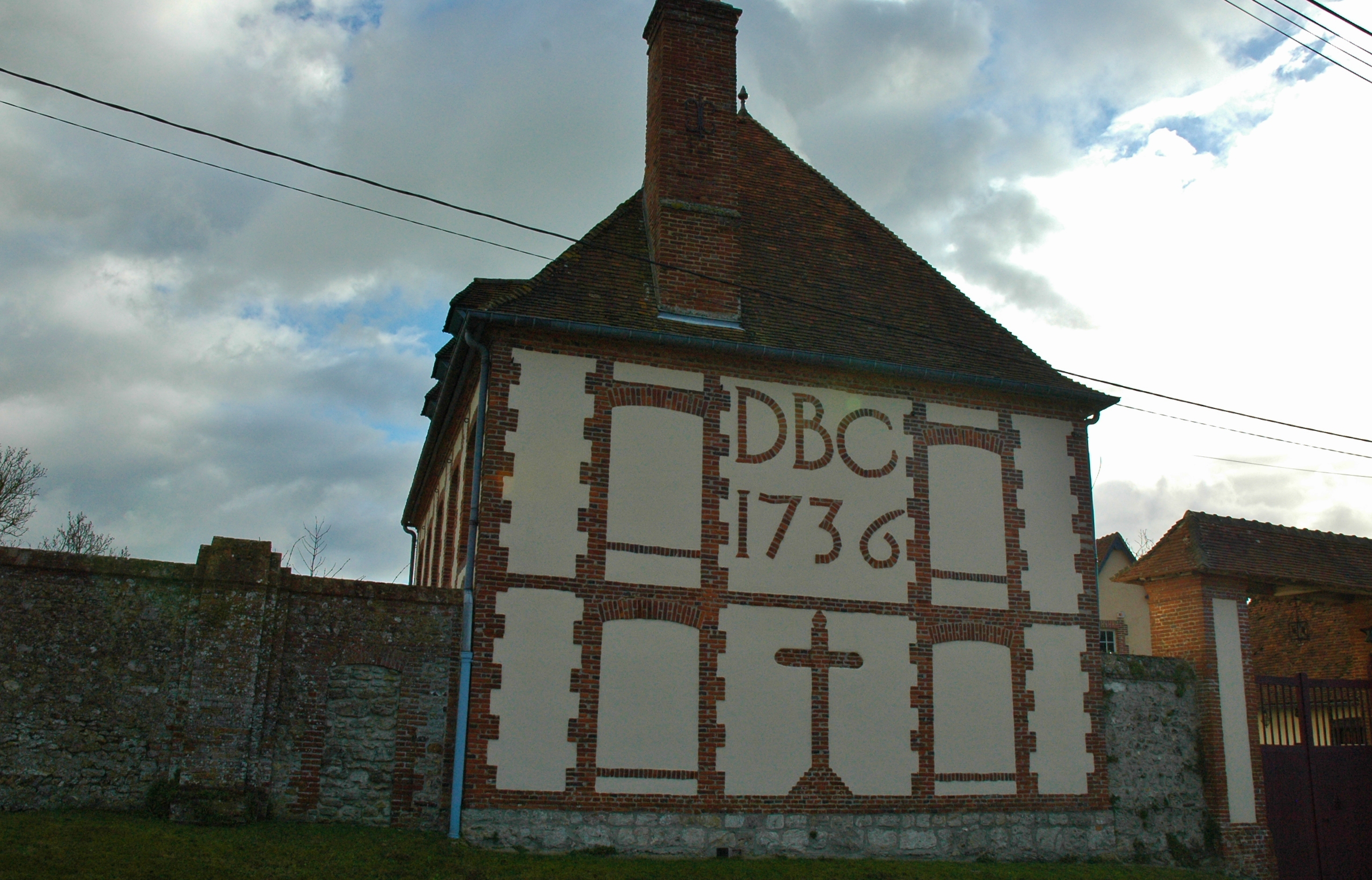
L'ancien presbytère.